# Bethany Beach
Bethany Beach – miasto w Stanach Zjednoczonych, w stanie Delaware, w hrabstwie Sussex.